# Мирослав Млинар
Мирослав Млинар (Бенковац, 2. април 1967) је приватни предузетник и некадашњи локални политички активиста из Бенковца, познат као једна од првих жртава у међуетничким сукобима у СР Хрватској уочи распада СФРЈ, када је преживео покушај убиства.

## Биографија
Рано је остао без оца. У родном Бенковцу је завршио основну школу, а Загребу војну гимназију. По завршетку гимназије, одслужио је скраћени војни рок у Љубљани, а затим уписао дизајн.
Млинареви преци су се у Далмацију доселили пре 350 година са тромеђе Херцеговине, Црне Горе и Србије. Први су се почели бавити млинарски послом, чиме се објашњава настанак презимена Млинар.
Млинар се крајем 80-их година 20. века учланио у Српску демократску странку коју је основао Јован Рашковић.
Као кандидат СДС, Млинар је 1990. победио на првим вишестраначким изборима у Хрватској и ушао у градски парламент, где је требало да обавља дужност градоначелника Бенковца. Одрекао се те функције, на којој га је заменио Здравко Зечевић.
Био је председник одбора СДС у Бенковцу, председник регионалног одбора СДС, члан главног одбора и потпредседник СДС.
У ноћи 19. маја 1990. група непознатих особа је Млинара напала ножем и повредила га. Дежурни лекар у задарској болници је констатовао „лакше телесне повреде, односно посекотине које нису захватиле органе, крвне жиле, живце или мишиће“. Убрзо су се чланови СДС организовали, дошли по Млинара и превезли га у книнску болницу.
На митингу у Задру, који је организован сутрадан, руководство СДС је, у знак солидарности са Млинаром, донели одлуку о повлачењу својих политичких представника и прекиду свих односа са хрватским Сабором.
"Док се тачно не утврди што се синоћ догодило у мраку, у Бенковцу, када је ножем избоден наш најмлађи председник одбора Српске демократске странке и члан главног одбора наше странке Мирослав Млинар, Српска демократска странка суспендује све своје односе са хрватским Сабором и са свим кроатоцентричним странкама у Хрватској, укључујући ту и нови Савез комуниста Хрватске. Суспензија наших односа са хрватским Сабором и кроатоцентричним партијама није одраз нашег гнева или политичког пркоса, а још је излишније да се у њему одражава ултиматум, то је чин дубоко повезан са губитком поштовања и самопоштовања српског народа у Хрватској. Када сам недавно пружио Туђману руку помирења, рекао сам му да се ХДЗ понаша лоше и да у његовој странци има усташа. Рекао сам му и то да ја не желим да будем вођа српског народа у Хрватској, већ његов слуга, па ако сам ушао у ваша срца и у ваше куће, онда сте и ви ушли у моју душу, која је велика као и ваша љубав према Србији. Ја од вас само тражим да угасите своје мржње, као што је то српски народ и до сада често радио. Не изазивајте никога, али не дозволите никоме да ни вас изазива, а од физички напада ћемо се бранити. Синоћни напад на Млинара у Бенковцу, прво је напад на хрватски народ, а тек онда напад на Млинара и српски народ. Бенковачки злочин је тежак злочин, јер није за разлог имао само убијање човека, већ и убијање душе српског народа. Мирослав Млинар овим нападом постаје белег и мерило српског народа у Хрватској..."

Јован Рашковић у Задру, 20. 5. 1990.
Месец дана након рањавања, Млинар је пребачен на Војно-медицинску Академију у Београду где је завршено његово лечење и опоравак.
Учествовао је као борац у рату у Крајини, након што је замрзнуо своје чланство у СДС. Био је три пута рањен. Крајем 1993, након трећег рањавања, одселио се са супругом и сином у Аустралију.
Млинар је 30. марта 1999. у Сиднеју организовао мирне демонстрације против НАТО бомбардовања Србије. Два дана након митинга допутовао је у Београд. Када је 23. априла бомбардована зграда РТС, Млинар је међу првима пришао да помогне повређеним и рањенима.
У Аустралију се вратио након бомбардовања.
У Аустралији је, заједно са архитектом Јованом Срдановим, основао фирму која се бави уређењем ентеријера. Супруга Сандра ради на сиднејској телевизији као финансијски менаџер. Године 1994. основао је са групом пријатеља и први српски рукометни клуб у Сиднеју под називом „Бели орлови“. Бави се и сликарством.
На основу одлуке Управног одбора југословенске фондације за борбу против рака, председник фондације Душан Каназир доделио је 2000. Мирославу Млинару звање амбасадора хуманости. Млинар је себи ставио у задатак да Југословенску фондацију против рака повеже са сличним установама и фондацијама у Аустралији. Такође је планирао организовање спортских приредби (сусрети репрезентација Југославије и Аустралије или великих тимова) у тој земљи, а целокупан приход би био усмерен за борбу против рака у Југославији.
Априла 2008, одлуком Владе Србије, Мирославу Млинару је додељен српски пасош са бројем 1 у знак поштовања и захвалности за учешће у спасавању радника РТС из порушене зграде Телевизије и свега што је урадио за српски народ.